# 阮福㫕
阮福㫕（越南语：／，1811年9月10日—1845年6月29日），越南阮朝嘉隆帝第十二子，生母美人鄭氏清。

## 生平
明命六年（1825年），受封為安慶公（越南语：／），明命十二年（1831年）母親鄭氏清逝世，他請求加倍優待其母的建築物料，並且連續兩年如此；明命十三年（1832年）更要求預支翌年俸祿，於是明命帝下旨警告他不要貪得無厭，否則交由刑部處理。
明命十四年（1833年）正月，他又因負責祭祀列廟時遲到再次受尊人府商議罰祿一年。紹治五年（1845年），阮福㫕去世，壽三十五歲，諡莊敏，無嗣。
同慶年間，朝廷以兄長延慶王阮福晉之子阮福延堞主安慶公祀，改名阮福欽墭。成泰十一年（1899年），追贈為安慶郡王（越南语：／），改諡莊恭。

## 子女
阮福㫕只有1女，死後朝廷為他立嗣，過繼兄長之子為子。明命帝為其後裔制定了二十字藩系詩，阮福㫕子孫名字第一字需要按照藩系詩，第二字則按土、金、水、木、火的五行順序起名。
- 嗣子阮福欽墭，本為兄長延慶王阮福晉之子阮福延堞，後過繼給安慶公為子，改名阮福欽墭，襲封安慶縣公，成泰十五年（1903年），改襲安慶郡公。
  - 孫阮福從𨰋，恩封助國卿，任尊人府右尊卿，啟定年間擔任尊譜總纂修。[3]
    - 曾孫阮福稱治[3]

## 腳注
1. ↑  《欽定大南會典事例續編後次》卷一·尊人府·襲爵。
2. ↑  據墓碑“安慶郡王諡莊恭之寢”。
3. 1 2  . Tạp chí Sông Hương. 2024-10-08  [2024-11-10]. （原始内容存档于2024-11-27） （越南语）.